# Bailey Howell
Pour les articles homonymes, voir Howell.
Bailey E. Howell (né le 20 janvier 1937 à Middleton, Tennessee) est un joueur professionnel américain de basket-ball.

## Carrière
Ailier issu de l'université d'État du Mississippi, il joua durant 12 saisons (de 1959 à 1971) en NBA en tant que membre des Pistons de Détroit, des Bullets de Baltimore, des Celtics de Boston et des 76ers de Philadelphie. All-Star à six reprises, compilant 17 770 points en carrière, il fut élu au Basketball Hall of Fame en 1997. Il remporta deux titres de champions NBA avec les Celtics de Boston. Les meilleures années de sa carrière se déroulèrent chez les Bullets et les Celtics. Il détient toujours de nombreux records dans son université, bien qu'il n'ait joué que trois années et que la ligne à trois points et la limite des 24 secondes n'existaient pas. Il est considéré comme une légende de l'équipe des "Bulldogs" et l'un des plus fameux joueurs à avoir évolué à MSU. Il était réputé pour son hook shot, ses capacités au rebond et pour son éthique de travail. À l'issue de sa carrière, il collabora avec la société Converse, principalement pour la Converse All-Star. Il réside désormais à Starkville, Mississippi où il est très actif dans la collecte de fonds pour le secteur des sports de Mississippi State, et surtout pour le Bulldog Club, une organisation finançant les frais de scolarité pour des athlètes de MSU. Le trophée pour le meilleur joueur de basket-ball universitaire porte son nom depuis 2006.

## Palmarès
- NCAA College Basketball AP All-America Second Team en 1958[1]
- NCAA College Basketball AP All-America First Team en 1959[1]
- All-NBA Second Team en 1963[2]
- Champion NBA en 1968 et 1969 avec les Celtics de Boston
- All-Star NBA en 1961, 1962, 1963, 1964, 1966 et 1967
- Intronisé au Naismith Memorial Basketball Hall of Fame en 1997[3]

## Pour approfondir
- Liste des meilleurs marqueurs en NBA en carrière.
- Liste des meilleurs tireurs de lancers francs en NBA en carrière.